# الرفايع (القويعية)
الرفايع بحلبان، هي قرية من فئة (أ) تقع في محافظة القويعية، والتابعة لمنطقة الرياض في السعودية. وتبعد الرفايع بحلبان عن محافظة القويعية بمسافة تقارب () كم.